# Viscount Magennis

Wappen der Viscounts Magennis

Viscount Magennis, of Iveagh, war ein erblicher britischer Adelstitel in der Peerage of Ireland.
Der Titel wurde am 18. Juli 1623 für Sir Arthur Magennis, Gutsherr von Rathfrilan im County Down, geschaffen.
Sein Enkel, der 5. Viscount, unterstützte im Krieg der zwei Könige die Jakobiten und wurde deshalb 1691 nach deren Niederlage vom irischen Parlament wegen Hochverrats geächtet, womit die Titel verwirkt waren.

## Liste der Viscounts Magennis (1623)
- Arthur Magennis, 1. Viscount Magennis († 1629)
- Hugh Magennis, 2. Viscount Magennis († 1639)
- Arthur Magennis, 3. Viscount Magennis († 1683)
- Hugh Magennis, 4. Viscount Magennis († 1684)
- Bryan Magennis, 5. Viscount Magennis († 1693; Titel verwirkt 1691)